# 格蘭維爾鎮區 (伊利諾伊州帕特南縣)
格蘭維爾鎮區（英語：Granville Township）是位於美國伊利諾伊州帕特南縣的一個行政鎮區。

## 地方資料
根據2010年美國人口普查的數據，格蘭維爾鎮區的面積為117.90平方千米，當中陸地面積為115.10平方千米，而水域面積為2.80平方千米。當地共有人口2726人，而人口密度為每平方千米23.12人。